# Wilson Oruma
Wilson Oruma, né le 30 décembre 1976 à Warri, est un footballeur international nigérian.
Il joue une grande partie de sa carrière en France notamment au FC Sochaux et à l'Olympique de Marseille.

## Biographie

### Débuts professionnels
Arrivé très jeune au Racing Club de Lens, il débute en Ligue 1 dès la saison 1994-1995. Très vite, sa vitesse d'exécution et sa force de frappe font merveille au sein de l'effectif sang et or. Sélectionné en équipe du Nigeria espoirs, il devient champion olympique aux J.O. d'Atlanta en 1996. Mais son irrégularité pousse le club cher au président Gervais Martel à prêter le Nigérian à l'AS Nancy-Lorraine.  
Il y réalise une bonne saison jouant son premier match sous ses nouvelles couleurs lors de la 3e journée contre le PSG, et servant des passes décisives à l'attaquant irlandais Tony Cascarino régulièrement durant la saison.  
De retour dans le Pas-de-Calais, il vit une saison morose et ne participe que faiblement au premier titre de Champion de France du club artésien. Wilson s'engage alors à Samsunspor.  
En Turquie, il réalise une saison correcte, mais tombe un peu dans l'oubli. Conscient de cela, le Nigérian revient en France, au Nîmes Olympique.  
Il joue pour la première fois pour les crocodiles le 11 septembre 1999 contre Châteauroux en Ligue 2 puis marque son premier but sous les couleurs nîmoise le 21 novembre suivant contre Lille.  
Au terme d'une saison décevante, il signe en Suisse, au Servette FC, où il se relance et remporte la Coupe de Suisse 3-0 contre Yverdon-Sport FC. 

### FC Sochaux (2002-2005)
Jean Fernandez, alors entraîneur du FC Sochaux, le repère alors et lui fait signer un contrat avec le club franc-comtois. Il marque dès son premier match sous les couleurs sochaliennes contre le FC Nantes lors de la 3e journée de Ligue 1. 
Oruma se révèle comme un excellent milieu de terrain pouvant aller très vite sur le terrain, mais trop irrégulier durant une saison entière. Il marque son premier doublé en France en demi-finale de Coupe de la Ligue contre l'AS Saint-Étienne le 4 février 2004 avant de remporter la Coupe de la Ligue cette année-là, grâce à une victoire aux tirs au but face au FC Nantes après avoir perdu en finale lors de l'édition précédente face à Monaco. Ayant été remplacé par Mickaël Isabey à la 60e minute, il ne participe pas à la séance de tirs au but.

### Olympique de Marseille (2005-2008)
Lors de l'été 2005, le nouvel entraîneur de l'OM Jean Fernandez qui l'a relancé à Sochaux le recrute alors qu'il est en fin de contrat à Sochaux. 
Il joue son premier match sous le maillot de Marseille en coupe Intertoto contre les Young Boys Berne contre qui il marque son premier but. 
Oruma est à créditer de quelques très grandes prestations, notamment en coupe Intertoto, compétition que l'OM remporte en 2005 et 2006 et de quelques buts. Malgré tout, il n'a qu'un statut de joker dans la formation olympienne. Il perd deux fois en finale de la Coupe de France, en 2006 contre le PSG puis l'année suivante contre son ancien club de Sochaux. 
Il joue le seul match de Ligue des Champions de toute sa carrière à l'OM le 3 octobre 2007 à Liverpool lors d'une victoire 1-0 
À partir de l'intersaison 2007, il est barré à son poste par des joueurs tels que Lorik Cana, Benoît Cheyrou, Modeste M'Bami ou encore Charles Kaboré. Ainsi, il ne dispute plus beaucoup de matchs. En fin de contrat à l'issue de saison, il quitte alors l'OM.

### Fin de carrière
Le 15 août 2008, il paraphe un contrat d'un an dans l'équipe costarmoricaine de l'EA Guingamp. Il joue son premier match avec le club breton le 22 août 2008 contre Bastia puis marque son premier but le 24 octobre suivant contre Troyes. Cette belle année sous le maillot guingampais, soulignée par la victoire en Coupe de France en finale contre Rennes, lui permet de relancer sa carrière.
Fin juillet 2009, il choisit, contre toute attente, de poursuivre sa carrière au club Grec de l'AO Kavala mais n'y restera qu'une saison. 
Sans club, il annonce le 25 novembre 2010 qu'il met un terme à sa carrière.
En 2022, le magazine So Foot le classe dans le top 1000 des meilleurs joueurs du championnat de France, à la 520e place.

## Statistiques
Le tableau ci-dessous retrace la carrière de Wilson Oruma depuis ses débuts :
| Saison                | Club                     | Championnat           | Championnat | Championnat | Coupe(s) nationale(s) | Coupe(s) nationale(s) | Compétition(s) continentale(s) | Compétition(s) continentale(s) | Compétition(s) continentale(s) | Nigeria | Nigeria | Total | Total |
| Saison                | Club                     | Division              | M.          | B.          | M.                    | B.                    | Comp.                          | M.                             | B.                             | M.      | B.      | M.    | B.    |
| 1994-1995             | RC Lens                  | Division 1            | 21          | 2           | 2                     | 0                     | -                              | -                              | -                              | 0       | -       | 23    | 2     |
| 1995-1996             | RC Lens                  | Division 1            | 14          | 0           | 1                     | 0                     | C3                             | 1                              | 0                              | 1       | 0       | 17    | 0     |
| 1996-1997             | AS Nancy-Lorraine (prêt) | Division 1            | 22          | 0           | 1                     | 0                     | -                              | -                              | -                              | 3       | 1       | 26    | 1     |
| 1997-1998             | RC Lens                  | Division 1            | 7           | 0           | 5                     | 0                     | -                              | -                              | -                              | 3       | 1       | 15    | 1     |
| 1998-1999             | Samsunspor               | Süperlig              | 21          | 4           | -                     | -                     | -                              | -                              | -                              | -       | -       | 21    | 4     |
| 1999-2000             | Nîmes Olympique          | Division 2            | 25          | 2           | 3                     | 1                     | -                              | -                              | -                              | -       | -       | 28    | 3     |
| 2000-2001             | Servette FC              | Axpo SL               | 19          | 7           | -                     | -                     | -                              | -                              | -                              | -       | -       | 19    | 7     |
| 2001-2002             | Servette FC              | Axpo SL               | 30          | 5           | 3                     | 1                     | C3                             | 8                              | 3                              | 5       | 1       | 46    | 10    |
| 2002-2003             | FC Sochaux               | Ligue 1               | 28          | 3           | 5                     | 1                     | C3                             | 2                              | 0                              | -       | -       | 35    | 4     |
| 2003-2004             | FC Sochaux               | Ligue 1               | 24          | 1           | 4                     | 3                     | C3                             | 5                              | 1                              | -       | -       | 33    | 5     |
| 2004-2005             | FC Sochaux               | Ligue 1               | 25          | 2           | 3                     | 0                     | C3                             | 4                              | 1                              | -       | -       | 32    | 3     |
| 2005-2006             | Olympique de Marseille   | Ligue 1               | 30          | 3           | 5                     | 1                     | CI+C3                          | 10+5                           | 2+0                            | 5       | 0       | 55    | 6     |
| 2006-2007             | Olympique de Marseille   | Ligue 1               | 19          | 0           | 4                     | 0                     | CI+C3                          | 2+4                            | 1+0                            | 2       | 0       | 31    | 1     |
| 2007-2008             | Olympique de Marseille   | Ligue 1               | 7           | 0           | 1                     | 0                     | C1 + C3                        | 1+2                            | 0                              | -       | -       | 11    | 0     |
| 2008-2009             | EA Guingamp              | Ligue 2               | 24          | 5           | 9                     | 1                     | -                              | -                              | -                              | -       | -       | 33    | 6     |
| 2009-2010             | AO Kavala                | Superleague           | 23          | 0           | 4                     | 0                     | -                              | -                              | -                              | -       | -       | 27    | 0     |
| Total sur la carrière | Total sur la carrière    | Total sur la carrière | 339         | 34          | 50                    | 8                     | -                              | 44                             | 8                              | 19      | 3       | 452   | 53    |

## Palmarès

### En club
- Champion de France en 1998 avec le RC Lens
- Vainqueur de la Coupe de Suisse en 2001 avec le Servette FC
- Vainqueur de la Coupe de France en 2009 avec l'En Avant de Guingamp
- Vainqueur de la Coupe de la Ligue en 2004 avec le FC Sochaux
- Vainqueur de la Coupe Intertoto en 2005 et en 2006 avec l'Olympique de Marseille
- Vainqueur de la Coupe de la Ligue en 1994 avec le RC Lens
- Vice-champion de France en 2007 avec l'Olympique de Marseille
- Finaliste de la Coupe de France en 2006 et en 2007 avec l'Olympique de Marseille
- Finaliste de la Coupe de la Ligue en 2003 avec le FC Sochaux

### En équipe du Nigeria
- Champion du Monde des moins de 17 ans en 1993 avec les moins de 17 ans
- Champion Olympique en 1996 avec les Olympiques
- Finaliste à la Coupe d'Afrique des Nations en 2000

### Distinction individuelle
- Meilleur buteur de la Coupe du Monde des moins de 17 ans en 1993 (6 buts)